# Ліцензія з відкритим кодом
Ліцензія з відкритим кодом — тип ліцензії на комп'ютерне програмне забезпечення та інші продукти, що дозволяє використовувати, модифікувати та/або спільно використовувати вихідний код, проект чи дизайн за певних умов. Це дозволяє кінцевим споживачам та комерційним компаніям переглядати та модифікувати вихідний код, проект або дизайн для власних потреб, допитливості чи пошуку несправностей. Ліцензійне програмне забезпечення з відкритим кодом в основному доступне безкоштовно, хоча це не обов'язково має бути так.
Ліцензії, що дозволяють лише некомерційний перерозподіл або модифікацію вихідного коду лише для особистого користування, як правило, не розглядаються як ліцензії з відкритим кодом . Однак ліцензії з відкритим кодом можуть мати деякі обмеження, зокрема щодо висловлення поваги до походження програмного забезпечення, наприклад вимогу зберігати ім'я авторів та заяву про авторські права в коді, або вимогу перерозподілити ліцензійне програмне забезпечення лише за тією ж ліцензією (що і в ліцензії copyleft). Одним із популярних наборів ліцензій на програмне забезпечення з відкритим кодом є затверджені Ініціативою з відкритим кодом (OSI) на основі їх визначення з відкритим кодом (OSD).

## Порівняння
Фонд Вільного Програмного Забезпечення має відповідні, але чіткі критерії для оцінки того, чи кваліфікує ліцензія програмне забезпечення як вільне. Більшість ліцензій на безкоштовне програмне забезпечення також вважаються ліцензіями на програмне забезпечення з відкритим кодом. Таким же чином проект Debian має свої власні критерії, Debian Free Software Guidelines, на яких базується Визначення з відкритим кодом. У тлумаченні FSF критерії ліцензії з відкритим кодом зосереджуються на доступності вихідного коду та можливості його модифікації та спільного використання, тоді як ліцензії безкоштовного програмного забезпечення зосереджуються на свободі користувача користуватися програмою, змінювати її та ділитися нею.
Доступні джерела ліцензій забезпечують доступність вихідного коду, але не обов'язково відповідають критеріям свободи користувача, щоб бути класифікованими як безкоштовне програмне забезпечення або програмне забезпечення з відкритим кодом.

## Публічний домен
Приблизно в 2004 році адвокат Лоуренс Розен аргументував у своєму нарисі «Чому суспільне надбання не є ліцензією», тому програмне забезпечення не може бути по-справжньому відмовлено у відкритому доступі, і тому не може трактуватися як дуже дозвільна ліцензія з відкритим кодом позиція, яка зіткнулася з опозицією Даніеля Дж. Бернштейна та інших. У 2012 році суперечка була остаточно вирішена, коли Росен прийняв CC0 як ліцензію з відкритим вихідним кодом, визнавши, що, всупереч його попереднім заявам, авторські права можуть бути відмінені, підкріплені рішеннями Дев'ятого кола.